# 단천초등학교 가산분교
단천초등학교 가산분교는 대한민국 충청북도 단양군에 있었던 공립 초등학교이다.

## 연혁
- 1946년 10월 20일 : 개교
- 1999년 9월 1일 : 단천초등학교로 편입
- 2019년 2월 28일 : 폐교[1]